# سوسئو-دونگ
سوسئو-دونگ (به لاتین: Suseo-dong) یک منطقهٔ مسکونی در کره جنوبی است که در ناحیه گانگنام واقع شده‌است.